# The F-Ups (album)
The F-Ups è il primo e unico album della band Punk The F-Ups.

## Tracce
1. Lazy Generation – 2:24
2. Screw You – 2:34
3. Look At Your Son Now – 2:44
4. Glad That I Lost You – 2:27
5. I Don't Know – 2:10
6. All The Young Dudes – 3:06
7. Falling Down – 3:35
8. Wrong The Right – 2:44
9. Told You So – 2:33
10. Eye For An Eye – 2:12
11. Crack Ho – 2:48
12. No No No – 2:35

## Curiosità
- La canzone Lazy Generation è stata utilizzata nell'introduzione del videogioco Burnout 3: Takedown.[1]

## Formazione
- Travis Allen - voce, chitarra
- Chris DeWerd - chitarra
- Andy Collett - basso
- Taylor Nogo - batteria